# Bring mich nach Hause
Bring mich nach Hause (en alemán: Llévame a casa) es el cuarto álbum de estudio de la banda alemana Wir sind Helden. Salió al mercado el 27 de agosto de 2010. Su lanzamiento fue precedido por el de su primer sencillo, Alles, el 6 de agosto.

## Lista de canciones

### Edición estándar
La lista de canciones es la siguiente:

| N.º | Título | Duración |  |